# 1948 a légi közlekedésben
Ez a lista az 1948-as év légi közlekedéssel kapcsolatos eseményeit tartalmazza.

## Események

### Január
- január 21. – Iloilo város. A Philippine Airlines Douglas DC-3-as típusú repülőgépe behúzott kerekekkel landol. Az eset nem jár halálos áldozattal.[1]

### Április
- április 20. – Jolo. A Philippines Airlines Douglas C-47-es típusú repülőgépe leszállás közben a földnek csapódik, de az esetnek nincsenek halálos áldozatai.[1]

### Május
- május 17. – Cebu. A Philippines Airlines Douglas DC-3-as típusú repülőgépe felszállás közben a földnek csapódik. Halálos áldozat nincs.[1]

## Első felszállások
- december 15. – Northtrop X–4 Bantam (46-677)[2]